# Namur Volley
Maillots
Namur Volley est un club de volley-ball belge né de la fusion, en 2010, des clubs Naja Namur, VC Belgrade et Bemana.

## Histoire

### Naja Namur
Naja Namur était un club issu de la fusion du NAVO (Namur Volley-ball) et de Jambes.

En 2009-2010, les équipes fanions, tant chez les hommes que chez les dames, évoluaient en division 2 nationale.

### VC Belgrade
C’est en septembre 1972 que le Volley Club Belgrade était créé officiellement avec affiliation à la fédération de volley-ball. 

Jusqu’en 1982, année où les joueurs purent prendre possession des installations du hall omnisports de la rue des Tautis, les entraînements et matchs se déroulèrent d’abord dans la salle de l’école communale pendant environ deux ans puis, à la caserne des Commandos de Flawinne.

Une section féminine fut créée en 1973.

### Bemana
Née en 2002 de la fusion des trois principaux clubs de volley namurois (Belgrade, Malonne et Naja); cette structure donnait la possibilité à des jeunes âgés de 3 à 14 ans d’apprendre les fondements du volley-ball et ce, quel que soit leur niveau de jeu.